# Điện trở (thiết bị)
Điện trở là một linh kiện điện tử thụ động gồm 2 tiếp điểm kết nối, thường được dùng để hạn chế cường độ dòng điện chảy trong mạch, điều chỉnh mức độ tín hiệu, dùng để chia điện áp, kích hoạt các linh kiện điện tử chủ động như transistor, tiếp điểm cuối trong đường truyền điện và có trong rất nhiều ứng dụng khác. Điện trở công suất có thể tiêu tán một lượng lớn điện năng chuyển sang nhiệt năng có trong các bộ điều khiển động cơ, trong các hệ thống phân phối điện. Các điện trở thường có trở kháng cố định, ít bị thay đổi bởi nhiệt độ và điện áp hoạt động. Biến trở là loại điện trở có thể thay đổi được trở kháng như các núm vặn điều chỉnh âm lượng. Các loại cảm biến có điện trở biến thiên như: cảm biến nhiệt độ, ánh sáng, độ ẩm, lực tác động và các phản ứng hóa học.
Điện trở là loại linh kiện phổ biến trong mạng lưới điện, các mạch điện tử, Điện trở thực tế có thể được cấu tạo từ nhiều thành phần riêng rẽ và có nhiều hình dạng khác nhau, ngoài ra điện trở còn có thể tích hợp trong các vi mạch IC.
Điện trở được phân loại dựa trên khả năng chống chịu, trở kháng....tất cả đều được các nhà sản xuất ký hiệu trên nó.

## Ký hiệu và quy ước
Ký hiệu của điện trở trong một Sơ đồ mạch điện thay đổi tùy theo tiêu chuẩn của mỗi quốc gia. Có hai loại phổ biến như sau;

Ký hiệu điện trở kiểu Mỹ. (a) Điện trở thường, (b) Biến trở, và (c) Chiết áp
Ký hiệu điện trở theo kiểu (IEC)

Khi đọc tài liệu nước ngoài. Các giá trị ghi trên điện trở thường được quy ước bao gồm 1 chữ cái xen kẽ với các chữ số theo tiêu chuẩn IEC 6006. được dùng để thuận tiện trong đọc ghi các giá trị người ta phân cách các số thập phân bằng một chữ cái. Ví dụ 8k2 có nghĩa là 8.2 kΩ. 1R2 nghĩa là 1.2 Ω, và 18R có nghĩa là 18 Ω.

## Nguyên lý hoạt động

### Định luật Ohm
Đặc tính của một điện trở lý tưởng được biểu diễn bởi định luật Ohm như sau:
{\displaystyle U=IR}
Định luật Ohm nói rằng: điện áp (U) đi qua điện trở tỉ lệ thuận với cường độ dòng điện (I) và tỉ lệ này là một hằng số điện trở (R).
Ví dụ: Nếu một điện trở 300 Ω (Ohm) được nối vào điện áp một chiều 12V, thì cường độ dòng điện đi qua điện trở là 12 / 300 = 0.04 Amperes.
Điện trở thực tế cũng có một số điện cảm và điện dung có ảnh hưởng đến mối quan hệ giữa điện áp và dòng điện trong mạch xoay chiều hiện nay.

### Đơn vị
Ohm (ký hiệu: Ω) là đơn vị trong hệ SI của điện trở, được đặt theo tên Georg Simon Ohm. Một ohm tương đương với vôn/ampere. Các điện trở có nhiều giá trị khác nhau gồm milliohm (1 mΩ = 10−3 Ω), kilohm (1 kΩ = 103 Ω), và megohm (1 MΩ = 106 Ω).

### Điện trở mắc nối tiếp và song song
Điện trở mắc song song

{\displaystyle {\frac {1}{R_{\mathrm {tb} }}}={\frac {1}{R_{1}}}+{\frac {1}{R_{2}}}+\cdots +{\frac {1}{R_{n}}}}

<=> {\displaystyle R_{\mathrm {tb} }=R_{1}\|R_{2}={R_{1}R_{2} \over R_{1}+R_{2}}}
Điện trở mắc nối tiếp

{\displaystyle R_{\mathrm {tb} }=R_{1}+R_{2}+\cdots +R_{n}}

Điện trở mắc hỗn hợp

{\displaystyle R_{\mathrm {tb} }=\left(R_{1}\|R_{2}\right)+R_{3}={R_{1}R_{2} \over R_{1}+R_{2}}+R_{3}}

## Công suất tiêu thụ

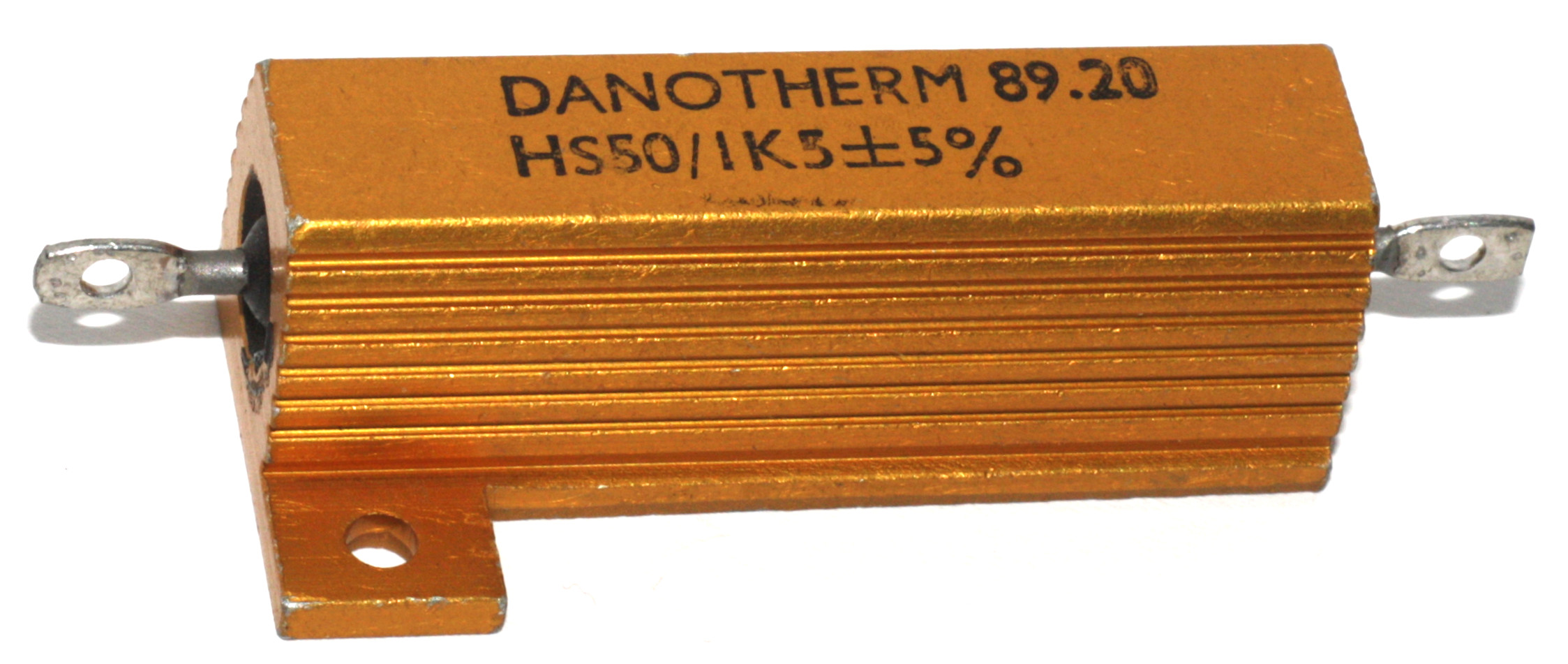
Điện trở công suất nhôm đạt tới 50W khi làm nóng

Trong mọi thời điểm, Công suât P(watt) tiêu thụ bởi một điện trở có trở kháng R(Ohm) được tính bởi công thức:{\displaystyle P=I^{2}R=IV}
 Với V (volts) là điện áp trên điện trở và I (amps) là dòng điện đi qua nó.
Sử dụng định luật Ohm. Điện năng bị chuyển hóa tiêu tán thành nhiệt năng điện trở.
Điện trở công suất thường được định mức theo công suất tiêu tán tối đa, trong hệ thống các linh kiện điện ở trạng thái rắn, điện trở công suất được định mức ở 1/10, 1/8 và 1/4 watt. Điện trở thường tiêu thụ thấp hơn giá trị định mức ghi trên điện trở.

## Mã màu trên điện trở
Trong thực tế, để đọc được giá trị của một điện trở thì ngoài việc nhà sản xuất in trị số của nó lên linh kiện thì người ta còn dùng một qui ước chung để đọc trị số điện trở và các tham số cần thiết khác. Giá trị được tính ra thành đơn vị Ohm (sau đó có thể viết lại thành ký lô hay mêga cho tiện).

Trong hình
- Điện trở ở vị trí bên trái có giá trị được tính như sau: 
R = 45 × 102 Ω = 4,5 KΩ
Bởi vì vàng tương ứng với 4, xanh lục tương ứng với 5, và đỏ tương ứng với giá trị số mũ 2. Vòng màu cuối cho biết sai số của điện trở có thể trong phạm vi 5% ứng với màu kim loại vàng.
- Điện trở ở vị trí giữa có giá trị được tính như sau: 
R = 380 × 103 Ω = 380 KΩ
Bởi vì cam tương ứng với 3, xám tương ứng với 8, đen tương ứng với 0, và cam tương ứng với giá trị số mũ 3. Vòng cuối cho biết giá trị sai số là 2% ứng với màu đỏ.
- Điện trở ở vị trí bên phải có giá trị được tính như sau: 
R = 527 × 104 Ω = 5270 KΩ
Bởi vì xanh lục tương ứng với 5, đỏ tương ứng với 2, và tím tương ứng với 7, vàng tương ứng với số mũ 4, và nâu tương ứng với sai số 1%. Vòng màu cuối cho biết sự thay đổi giá trị của điện trở theo nhiệt độ là 10 PPM/°C.

Lưu ý: Để tránh lẫn lộn trong khi đọc giá trị của các điện trở, đối với các điện trở có tổng số vòng màu từ 5 trở xuống thì có thể không bị nhầm lẫn vì vị trí bị trống không có vòng màu sẽ được đặt về phía tay phải trước khi đọc giá trị. Còn đối với các điện trở có độ chính xác cao và có thêm tham số thay đổi theo nhiệt độ thì vòng màu tham số nhiệt sẽ được nhìn thấy có chiều rộng lớn hơn và phải được xếp về bên tay phải trước khi đọc giá trị.
- Do các điện trở cố định thường có sai số đến 20%, tức là có thể biến đổi xung quanh trị số danh định đến 20%. Cho nên không cần thiết phải có tất cả các trị số 10, 11, 12, 13,... Mặt khác các mạch điện thông thường đều cho phép sai số theo thiết kế. Nên chỉ cần các trị số 10, 15, 22, 33, 47, 68, 100, 150, 200,... là đủ.[1]

## Quy ước trên sơ đồ nguyên lý
Trên sơ đồ nguyên lý, điện trở được biểu thị bằng một hình chữ nhật dài. Trên thân có vạch để phân biệt công suất của điện trở. Cách đọc theo quy ước sau:
Hai vạch chéo (//)= 0,125w
Một vạch chéo (/)= 0,25w
Một vạch ngang (-)= 0,5w
Một vạch đứng (|)= 1,0w
Hai vạch đứng (||)= 2,0w
Hai vạch chéo vào nhau (\/)= 5,0w
Còn (X)= 10,0w
- bên cạnh ghi trị số điện trở. Nhiều khi không ghi đơn vị. Cách đọc theo quy ước sau:

Từ 1 ôm đến 999 ôm ghi là 1 đến 999
Từ 1000 ôm đến 999 000 ôm ghi là 1K đến 999K
Từ 1 Mêgaôm trở lên ghi là 1,0; 2,0; 3,0... 5,0... 10,0... 20,0...
.

## Các đặc tính không lý tưởng trên điện trở
Trên thực tế trong điện trở có chứa một loạt cảm điện cảm nối tiếp và và một lượng nhỏ điện dung mắc song song. Những đặc tính rất quan trọng đối với các ứng dụng cần hoạt động ở tần số cao. Trong một bộ khếch đại có độ nhiễu thấp, các đặc tính nhiễu do điện trở vẫn có thể xảy ra.
Hệ số nhiệt độ trên điện trở cũng có thể ảnh hưởng tới các ứng dụng cần độ chính xác cao.
Độ tự cảm, nhiễu quá mức và hệ số nhiệt độ trên điện trở đều phụ thuộc vào công nghệ làm ra nó.

## Các loại điện trở có giá trị cố định

### Điện trở làm bằng chì
Thông qua lỗ thành phần thường có "đạo" (phát âm \ lēdz \) rời khỏi cơ thể "trục", đó là, trên một song song phù hợp với trục dài nhất của một phần. Những người khác có dẫn tới ra khỏi cơ thể của họ "xuyên tâm" thay thế. Các thành phần khác có thể SMT (bề mặt gắn kết công nghệ), trong khi điện trở suất cao có thể có một trong những dẫn của họ được thiết kế vào bộ tản nhiệt.

### Điện trở hợp chất carbon
Điện trở hợp chất carbon gồm ống điện trở với dây chì hoặc tấm kim loại được nhúng bên trong. Vỏ ngoài được bảo vệ bằng lớp sơn hoặc nhựa, Vào đầu thế kỷ 20, điện trở không được bọc lớp vỏ cách điện, dây dẫn được cuốn xung quanh 2 đầu và được hàn lại, sau đó được sơn mã vạch giá trị của điện trở.